# واين غريدي
واين غريدي (بالإنجليزية: Wayne Grady)‏ هو لاعب غولف أسترالي، ولد في 26 يوليو 1957 في بريزبان في أستراليا.

## وصلات خارجية
- الموقع الرسمي
- واين غريدي على موقع رابطة لاعبي الغولف المحترفين (الإنجليزية)
- واين غريدي على موقع رابطة أوروبا للاعبي الغولف المحترفين (الإنجليزية)
- واين غريدي على موقع رابطة اليابان للاعبي الغولف المحترفين (الإنجليزية)
- واين غريدي على موقع التصنيف العالمي الرسمي للغولف (الإنجليزية)
- واين غريدي على موقع إن إن دي بي (الإنجليزية)